# チン民族防衛隊
チン民族防衛隊（チンみんぞくぼうえいたい、ビルマ語: ချင်းအမျိုးသားကာကွယ်ရေးတပ်ဖွဲ့、英語: Chin National Defence Force、略称: CNDF）はチン族の武装勢力（チンランド防衛隊）であり、チン民族機構 （CNO）の軍事部門である。CNDFとCNOは2021年4月13日に設立された。CNDFは、2021年のクーデターを受けてチン州のファラムで結成された武装組織の一つである。

## 歴史

### 設立
2021年4月13日、同年2月のクーデターを受けて、ファラム郡区とカレ郡区およびカボー郡区のコミュニティが海外に移民したチン族と合同でCNO/CNDFを設立した。同年8月、CNDFは他17の組織と合同でチンランド共同防衛委員会（CJDC）を設立し、2023年12月にCJDCが解散するまで参加していた。
2022年11月、CNDFはマウンテンイーグル防衛隊と共にファラム郡区にあるミャンマー軍のキャンプをドローンで攻撃した。
2023年4月、CNDFはファラム郡区にある警察署とミャンマー軍のキャンプを制圧した。同年11月、CNDFは国民防衛隊、カチン独立軍とアラカン軍と合同でザガイン地方域の3つの町を占領した。

### チン兄弟同盟への加盟
同年12月、チンランド評議会の第1回会議が開催されたが、CNO/CNDFはCDFミンダッ、PDFゾーランド、CDFカンペレッと共に欠席した。CNO/CNDFは不参加勢力を糾合し、PDFゾーランド、CDFミンダッ、マーラランド防衛隊とチン兄弟同盟を結成した。2024年3月にはカンペレッCDFがチン兄弟同盟に加わった。CNO/CNDCはPDFゾーランド、CDFミンダッと共に、チンランド評議会がチン民族戦線と国民民主連盟に支配されており、民主主義の基準を満たしていないと非難している。

### ファラム攻勢
2024年11月9日にCNDFは同盟軍とともにファラムの攻撃を開始し、イェルサレム作戦というコードネームで第268軽歩兵大隊基地を包囲した。最初の6週間でCNDFとその同盟軍は約50人の戦死者を出すなど、攻勢には大きな犠牲を伴った。
2025年4月7日、CNDFとその同盟軍は5か月の攻防の末、ファラムの第268大隊基地を占領し、ファラムを完全に制圧した。これにより、カレとハカが陸路で分断されることとなった。

## 部隊構成
CNDFは4個旅団で構成されている。3個旅団はチン州で活動しており、チンドウィン川上流域のファラム郡区とカレ郡区では第4旅団が活動している。各旅団には3個大隊がある。